# Peixotoa gardneri
Peixotoa gardneri är en tvåhjärtbladig växtart som beskrevs av C. Anderson. Peixotoa gardneri ingår i släktet Peixotoa och familjen Malpighiaceae. Inga underarter finns listade i Catalogue of Life.